# Jean Buvat
Jean Buvat, né le 4 juillet 1660 à Champs-sur-Marne et mort le 30 avril 1729 à Paris, est un bibliothécaire à la Bibliothèque du Roi de 1697 à 1729. Il est l’auteur du Journal de la Régence et de Mémoires.

## Biographie
Quand l'archiviste et historien Émile Campardon s'intéresse au Journal de la Régence (qu'il édite en 1865), ses recherches l'amènent à trouver, à l'Administration de la Bibliothèque, des cartons contenant des papiers personnels de Jean Buvat, et notamment des Mémoires à ce jour inédites. Dans sa préface à l'édition du Journal, l'éditeur propose une biographie de Jean Buvat, tirée de ces Mémoires. Tout ce qui suit dans cet article vient de cette préface, et donc du portrait que Jean Buvat nous a proposé de lui-même. Nous n'avons pas d'autres sources sur sa vie. Sa narration doit donc être lue avec circonspection.

### Premier emploi à la Bibliothèque du Roi
Buvat fait ses études au collège des jésuites de sa ville natale puis entreprend un premier voyage en Italie. À son retour en 1685, il se rend directement à Paris, où il entre en relations avec Melchisédech Thévenot, connu par ses voyages et à qui ses travaux avaient valu une place de garde à la Bibliothèque du Roi. Buvat, qui a une magnifique écriture, devient le copiste de Thévenot. Il est bientôt chargé, non seulement de transcrire, mais de déchiffrer les chartes. Dans ses Mémoires, Buvat, face à la difficulté de traduire, livre les regrets de n’être pas resté simplement copiste, mais « à force de ruminer et après avoir deviné quelques mots, je vins facilement à bout du reste, au grand étonnement de M. Thévenot lui-même et de plusieurs savants qui m’environnaient à cause de ma jeunesse, d’autant plus qu’un tel déchiffrement requérait à la vérité un age plus avancé et plus d’expérience ».Thévenot s’empresse de mettre à profit les nouveaux talents de son copiste mais, lorsque celui-ci, demande à être payé, il n’obtient que des réponses dilatoires, et son seul salaire reste des compliments.

### Maître d'écriture et de grammaire
Buvat fait un deuxième voyage en Italie pour se distraire. Il visite Notre-Dame de Lorette et Rome pour la seconde fois puis, après une absence de quelques mois, il revient à Paris. Ses talents calligraphiques le portent à acheter un privilège pour enseigner la grammaire et l’écriture. Il se marie et il a un fils.

### Deuxième emploi à la Bibliothèque du Roi

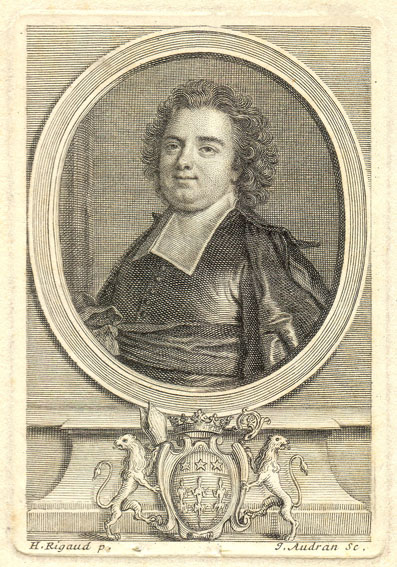
Portrait gravé d’Audran d’après Hyacinthe Rigaud de l’abbé de Louvois, nommé bibliothécaire du Roi sur intervention de son père, à l’âge de huit ans.

Vers 1691, Thévenot quitte la Bibliothèque du Roi; il est remplacé par Clément de Toul. Celui-ci fait vendre à Buvat son privilège de maitre d’écriture et le nomme, en juillet 1697, écrivain à la Bibliothèque du Roi avec six cents livres d’appointements et l’espérance d’une indemnité de logement. De 1697 à 1707, le travail de Buvat consiste à transcrire sur des registres les fiches des catalogues dressés par Clément.

### La conspiration de Cellamare
Buvat explique qu'il doit remédier à l’insuffisance de ses appointements par des travaux extraordinaires. C'est ainsi qu'il recopie des documents pour des particuliers et qu'il entre en contact avec l’abbé Brigaut, l’un des familiers de la duchesse du Maine. Il se retrouve impliqué dans la conspiration de Cellamare. Quand il se rend compte de la nature des documents qu'il retranscrit, il en réfère à M. de la Houssaye, secrétaire de l’abbé Dubois, qui répète la conversation à son maitre. Sur ordre de Dubois, Buvat poursuit ses copies mais joue double-jeu. Il n'hésite pas dans ses Mémoires à s'attribuer tout le mérite de l'échec de la conspiration.

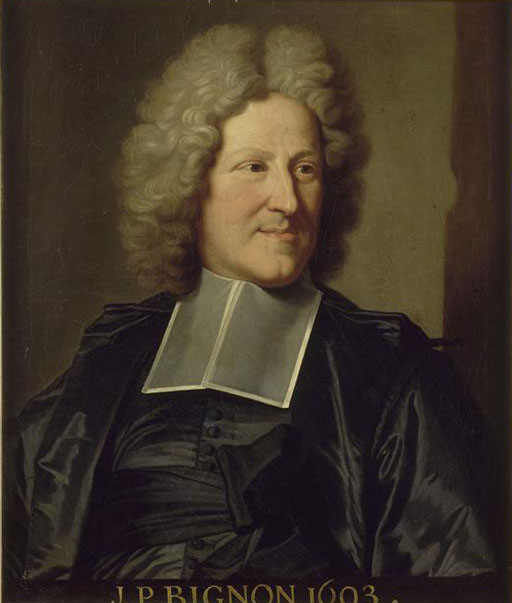
L’abbé Bignon, supérieur et protecteur de Buvat, d'après le portrait exécuté par Rigaud en 1707.

### Les plaintes de Buvat
Tout au long de ses Mémoires, Jean Buvat ne cesse de se plaindre. Il détaille ses problèmes financiers : il ne reçoit ni augmentation, ni logement de fonction; son Journal de la Régence ne lui apporte pas les gratifications escomptées. Par ailleurs, il se plaint de ses conditions de travail : il fait, selon lui, glacial dans la Bibliothèque et sa santé en pâtit.
Par exemple, en mai 1709, Buvat se dit obligé, pour faire vivre sa famille, de vendre son argenterie dont il retire cinq cents livres. Un an après, il subit une violente attaque de rhumatisme. « Je ne pouvais, écrit-il, porter la main droite sur ma tête, ni ôter ni mon bonnet de nuit, ni mon chapeau, ni ma perruque, ni mettre ma cravate, ni tourner la tête à droite ou à gauche ; mais au bout de quatre jours je m’en trouvai quitte, Dieu merci, par une sueur abondante qui me survint la nuit naturellement ». Il attribue ces crises à la température qui règne dans la salle du second corps de logis où il travaille : la pièce était si grande et si difficile à chauffer, que « les plafonds et les solives étaient incrustés de glaçons en forme de culs-de-lampe, comme si la nature se fût jouée pour imiter l’art ». Même discours en 1724 où, après un travail dans une chambre sans feu et « dont les vitres étaient fracassées », il doit se mettre au lit avec la fièvre et un gros rhume, restant dix jours au lit et n'était complètement rétabli qu’au bout de quatre mois.
En 1725, l’abbé Bignon obtient enfin une gratification ponctuelle de quatre cents livres pour Buvat. Et, le 4 juillet 1727, le bibliothécaire reçoit la clef d'un logement de fonction. Pour y arriver, note-t-il cependant dans ses Mémoires, il doit emprunter un escalier de cent quarante marches. 

Au commencement de l’année 1729, Buvat se plaint qu'après trente-deux ans de services, il est toujours payé six cents livres comme au premier jour de son entrée en fonction. Il tombe malade, il reçoit même le viatique et l’extrême-onction. Il s’applique alors ces quatre vers : 
Des muses, des grands et du sort,
C’est ici que j’attends la mort
Rétabli au mois de mars, il reprend ses travaux à la Bibliothèque, mais pour bien peu de temps, car ses Mémoires s’arrêtent vers la fin d’avril, après cette mention : « Le 19, M. Prévôt m’a prêté un écu de six livres. » Mort, le 30 avril, le service funèbre se fait à l’église de Saint-Eustache, et son corps est inhumé dans le cimetière de Saint-Joseph.

### LeJournal de la Régence
Dans ses Mémoires, c’est en 1726 seulement que Buvat parle pour la première fois de son Journal de la Régence. 

« C’est, dit-il, un mélange de faits historiques rapportés avec exactitude à mesure qu’ils sont arrivés, dont la lecture ne peut que désennuyer, les rappeler aux contemporains et augmenter la curiosité de ceux qui leur succéderont. On se flatte qu’il ne manquera pas de procurer un prompt débit et un profit considérable à celui qui voudra en entreprendre l’impression, moyennant une somme de quatre mille livres que le collecteur demande, payable à Paris par les mains d’un banquier français, et quitte de tout change. On pourrait y faire des réflexions politiques sur les principaux événements, ce dont le collecteur a cru devoir se dispenser, et ajouter ce qu’on verrait y manquer, pour rendre cet ouvrage plus accompli : ce qui ne serait pas difficile à une personne instruite des affaires du temps et en pays de liberté. (Campardon, Préface, p. 13). »

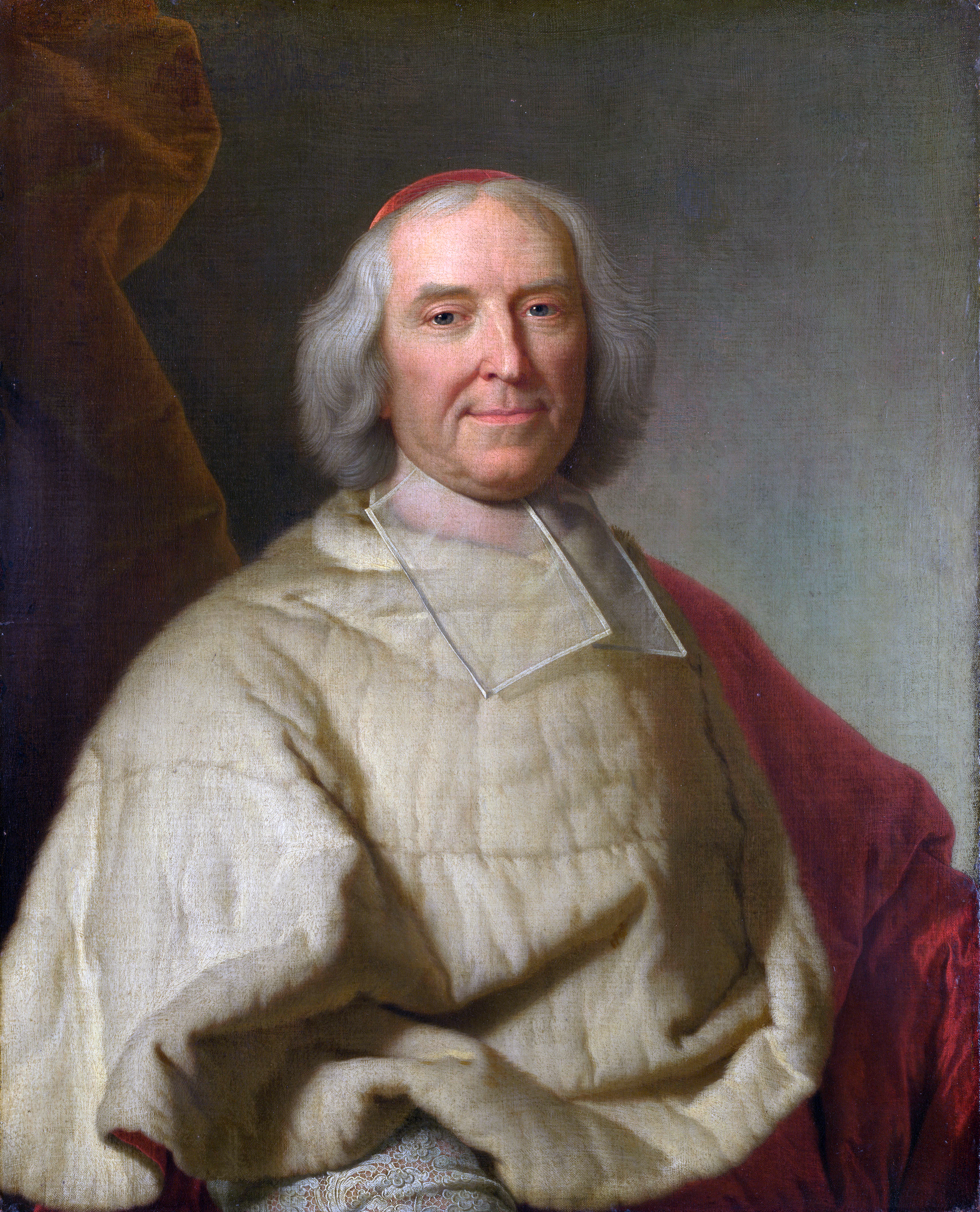
Portrait par Rigaud du cardinal Fleury qui approuva le Journal de la Régence, mais sans bourse délier.

Depuis onze ans, il emploie, dit-il, tous les loisirs que lui laissent ses travaux à la Bibliothèque à la rédaction de cet ouvrage, qui est enfin terminé au mois de janvier 1727. Il tente de le vendre à un libraire, mais sans succès. Il le remet alors à l'abbé Bignon : il espère que celui-ci le présentera au cardinal Fleury, alors premier ministre, et que par ce moyen il sera payé. Le 5 avril 1727, l’abbé Bignon, revenant de Versailles, lui dit qu’il faut attendre un moment plus favorable pour offrir l’ouvrage au cardinal, parce que ce ministre s’est mis sur « le pied de l’épargne, de telle sorte que si on lui demandait seulement cinquante francs, il ne les accorderait pas ». Malgré cette réponse, Buvat adresse une supplique à Fleury qui se borne à lui dire qu’il approuve le Journal de la Régence.

## Personnage littéraire
Dans Le Chevalier d’Harmental, Alexandre Dumas dresse de Jean Buvat un portrait romanesque (éd. Claude Schopp, Paris, éd. Phébus, p. 169-192). Il lui consacre ainsi tout un long chapitre (chapitre XVI). Ce personnage lui est bien sympathique, car il lui rappelle ce qu’il fut au début de sa carrière.

## Sources
- Jean Buvat (préf. Émile Campardon), Journal de la régence (1715-1723), t. 1, Paris, Henri Plon, 1865, 1087 p. (lire en ligne), p. 1-29.